# Перевозчиков, Андрей Егорович
Андрей Егорович Перевозчиков (1908—1978) — советский инженер-конструктор и организатор промышленности, руководитель и главный конструктор ЦКБ «Айсберг» Министерства судостроительной промышленности СССР. Герой Социалистического Труда (1976).

## Биография
Родился 24 сентября 1908 года в селе Ертарский завод Камышловского уезда Пермской губернии в крестьянской семье.
С 1934 по 1939 год проходил обучение в Ленинградском кораблестроительном институте.
С 1939 по 1950 год работал в Невском проектно-конструкторском бюро конструктором и старшим конструктором (с 1939 по 1946 год), с 1946 по 1950 год — начальником отдела устройств. А. Е. Перевозчиков был участником проектирования тяжёлого крейсера «Сталинград».
С 1950 по 1955 год работал в Центральном конструкторском бюро № 17 в должностях: начальника отдела, заместителя главного конструктора и главным конструктором по разработке подводных лодок проектов типа 615, 611 и 629. С 1955 по 1962 год был руководителем Центрального конструкторского бюро № 50, был организатором создания речных боевых и десантных кораблей. С 1961 по 1962 год был руководителем и главным конструктором Центрального конструкторского бюро № 14, под его руководством и при непосредственном участии бюро занималось проектированием морских гражданских судов для рыболовного флота.
С 1962 по 1978 год, в течение шестнадцати лет, А. Е. Перевозчиков являлся руководителем и главным конструктором ЦКБ «Айсберг» Министерства судостроительной промышленности СССР. Под руководством и при непосредственном участии А. Е. Перевозчикова проводились работы по модернизации атомного ледокола «Ленин», по проектированию и созданию атомного ледокола «Арктика», а так же всевозможных военных и гражданских ледокольных судов и плавучих баз для подводных лодок.
25 июля 1966 года Указом Президиума Верховного Совета СССР «за выдающиеся трудовые достижения» Андрей Егорович Перевозчиков был награждён Орденом Ленина.
7 января 1976 года «закрытым» Указом Президиума Верховного Совета СССР «за выдающиеся трудовые успехи, досрочное выполнение заданий девятой пятилетки, выпуск продукции отличного качества и большой вклад в строительство атомного ледокола „Арктика“» Андрей Егорович Перевозчиков был удостоен звания Героя Социалистического Труда с вручением Ордена Ленина и золотой медали «Серп и Молот».
Умер 7 августа 1978 года в Ленинграде, похоронен на Комаровском кладбище.

## Награды
- Медаль «Серп и Молот» (07.01.1976)
- Орден Ленина (25.07.1966, 07.01.1976)
- Орден Октябрьской Революции (26.04.1971)
- Орден Трудового Красного Знамени (21.06.1957)
- Медаль «За трудовую доблесть» (24.09.1954)
- медаль «За трудовое отличие» (02.10.1950)
- Медаль «За доблестный труд в Великой Отечественной войне 1941—1945 гг.»